# Govindappa Venkataswamy
Govindappa Venkataswamy (Tamil Nadu, sul da Índia, 1 de Outubro de 1918 - julho de 2006 (87 anos)) foi um medico oftalmologista indiano fundador da Aravind Eye Care System.
G. Venkataswamy formou-se em medicina em Chennai em 1944.
Em 1976 fundou a Aravind Eye Care System.